# Dominguizo
Dominguizo o Dominguiso es una freguesia portuguesa del concelho de Covilhã, en el distrito de Castelo Branco, con 4,88 km² de superficie y 1.119 habitantes (2011). Su densidad de población es de 229,3 hab/km².
Situada a 11 km de la cabecera del municipio, Dominguizo se encuentra en las faldas de la Serra da Estrela, cerca de la orilla derecha del río Cécere, en la que existe una playa fluvial. Un puente sobre el río, construido en la última década del siglo XX, facilita el acceso a la población. En términos administrativos, Dominguizo perteneció a Tortosendo hasta su constitución como freguesia independiente el 2 de noviembre de 1926.
La cercanía a la capital del concelho y el hecho de ser punto de paso obligado hacia ella para la población del sur del municipio determinan que, a diferencia de las freguesias vecinas, eminentemente agrícolas, Dominguizo sea una población orientada hacia el comercio. Tradicionalmente, y hasta mediados del siglo XX, buena parte de la población se ganaba la vida ejerciendo el oficio de trapero; actividad que todavía se conserva, modernizada como pequeñas industrias de reciclaje de desechos textiles. En recuerdo de esta actividad, a la entrada de la población por la carretera de Fundão se levanta la Estátua do Farrapeiro.
En el patrimonio histórico-artístico destacan la Iglesia parroquial, construida a partir de 1786, la Capilla de San Sebastián (anterior iglesia parroquial) y la Fonte velha (1869, reconstruida en 1972).

## Galería

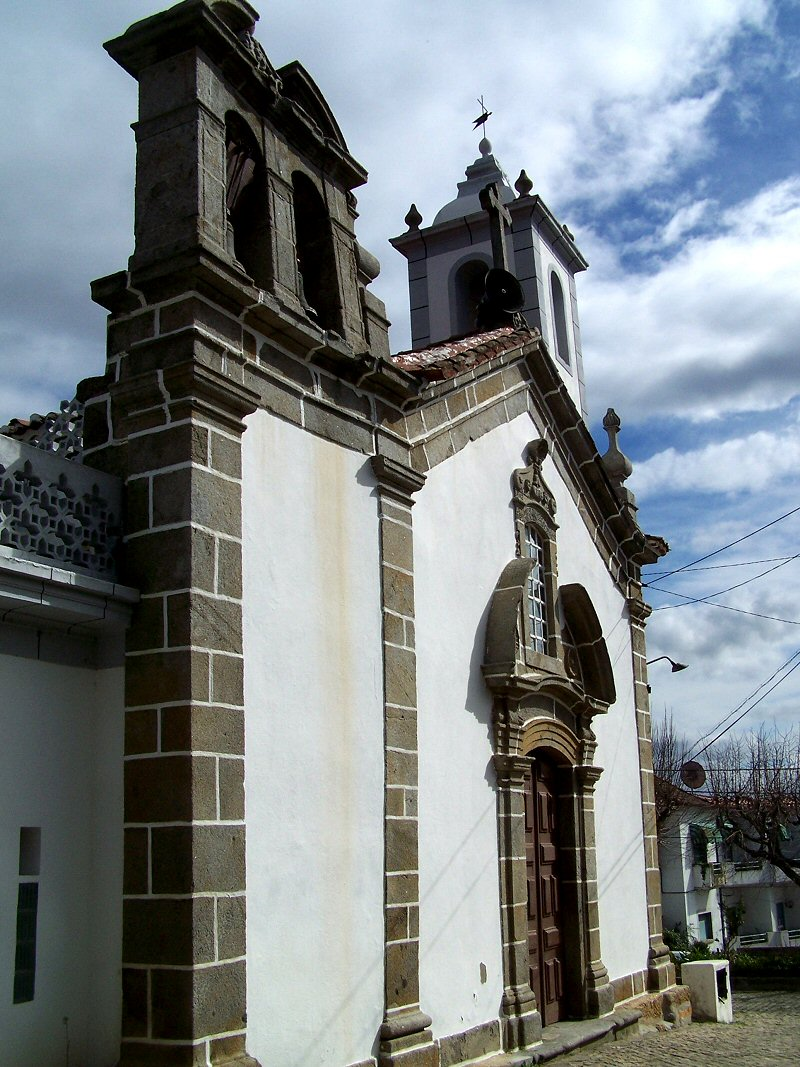
Iglesia parroquial de Dominguizo.
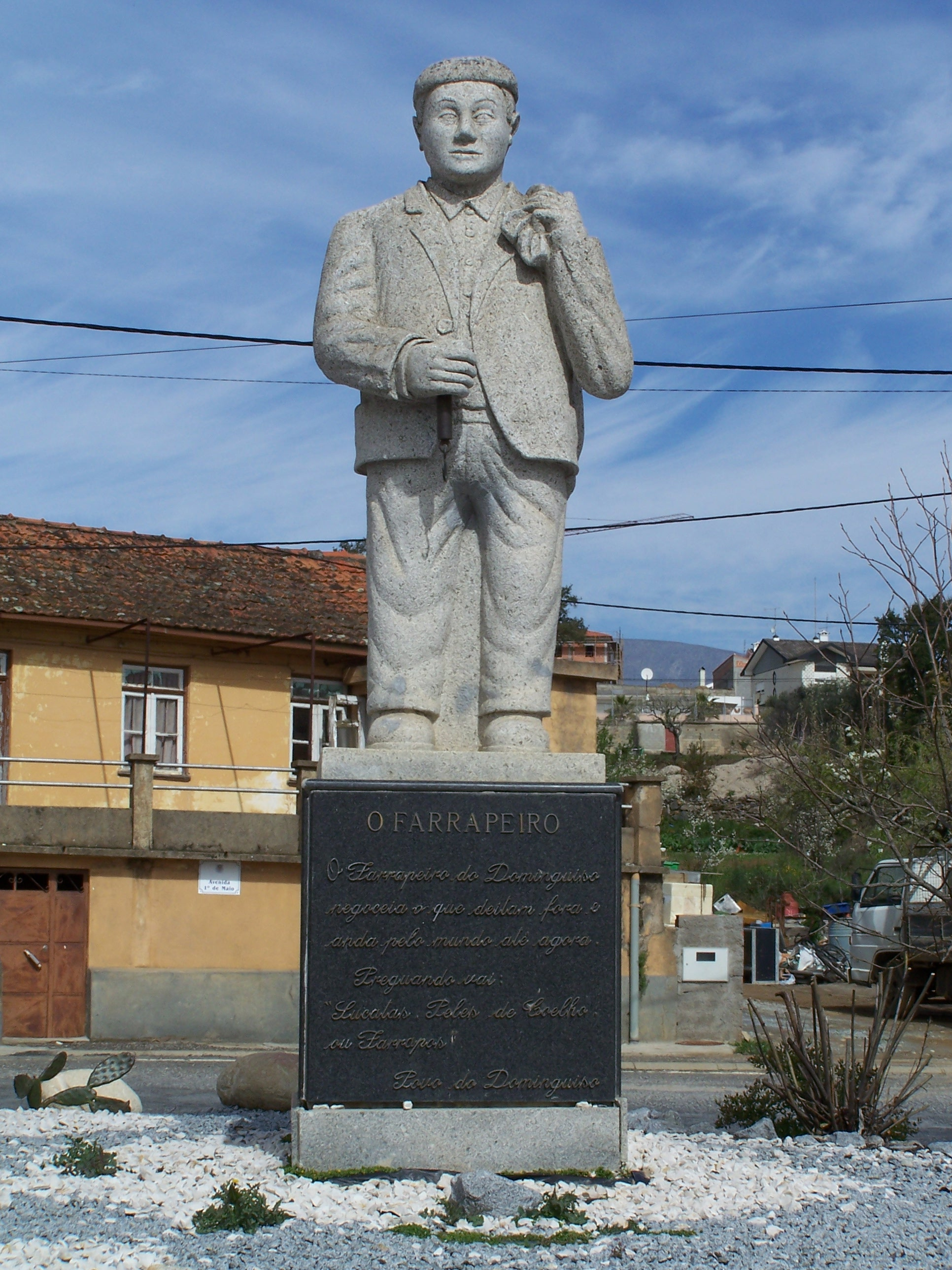
Monumento al trapero.
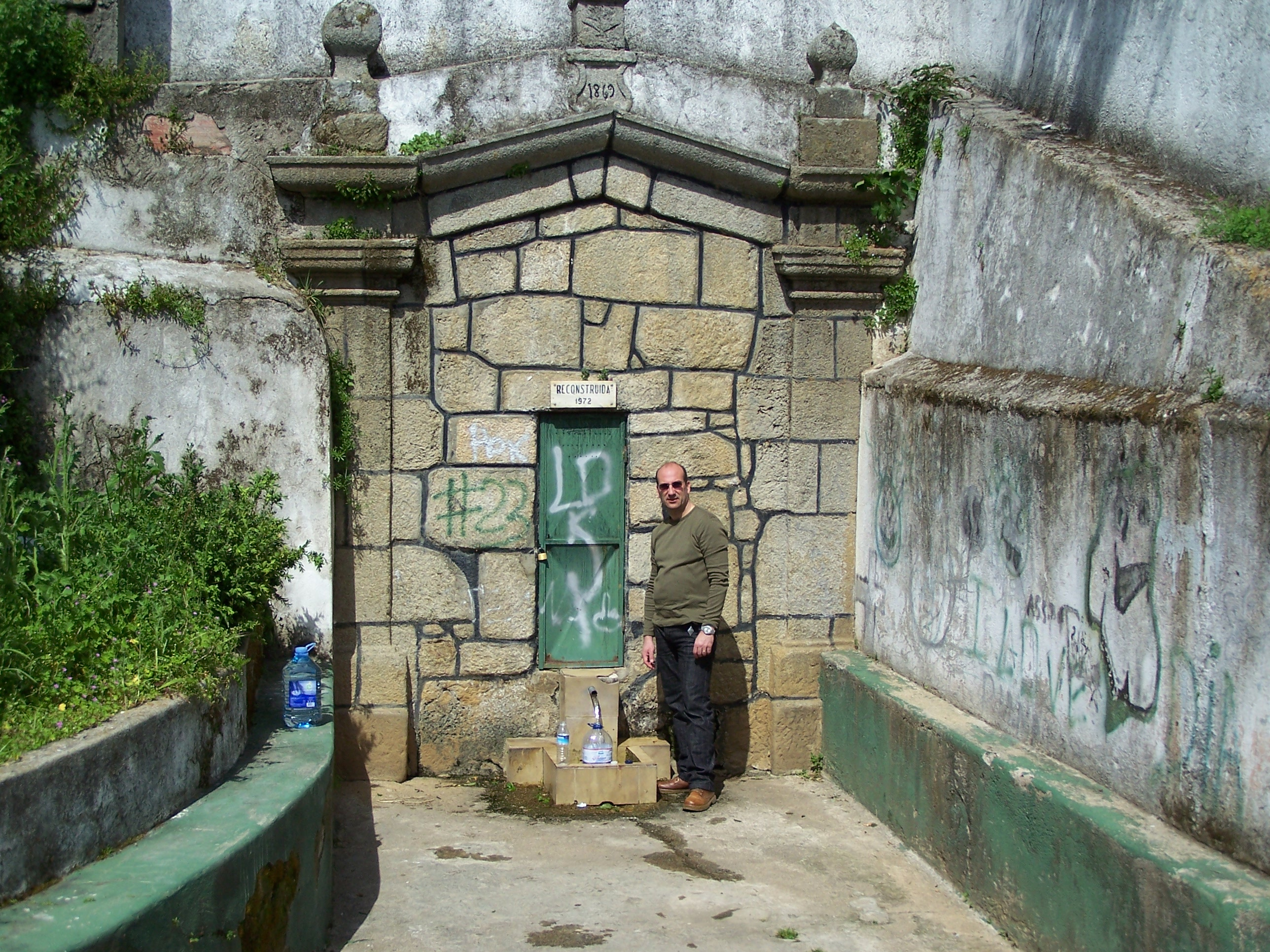
Fuente vieja